# Emociones Clandestinas
Emociones Clandestinas es una banda de rock chilena nacida en la ciudad de Concepción en 1985.
La banda fue autora de uno de los discos fundamentales del rock hecho en Chile: Abajo en la costanera (1987). En él, el grupo penquista «combinó códigos de lo mejor del pop y rock británico entonces en boga con reflexiones sobre la vida en las ciudades chilenas, afirmado todo con la actitud de un carismático cantante». Una de las canciones de dicho álbum, «Un nuevo baile», fue una de las más escuchadas en el Chile de los años 1980, y actualmente es incluso más conocida que la propia banda.
Se disolvieron en 1989 y se volvieron a reunir en 2001, cuando destacó su participación en La Cumbre del Rock Chileno en 2007. Durante 2012 se reunió parte de la formación original para celebrar, con una serie de conciertos a nivel nacional, los 25 años de su disco debut.[cita requerida]

## Integrantes
| Actuales - Jorge "Yogui" Alvarado – voz, guitarra (1985–presente) - Joaquín Cárcamo – batería, percusión - Sebastián Larrea – guitarra - Mauricio Melo – bajo | Anteriores - Rodrigo Figueroa – bajo (1985) - Jean Pierre Laroze – batería, percusión (1985) - Carmen Gloria Narváez – voz, bajo (1985–1987) - Juan Carlos Vera – guitarra (1985–1988) - Iván Molina – batería, percusión (1985–1989, 2001–2002) - Alejandro Narváez – bajo (1986) - Pablo Lazcano – bajo (1986–1987) - Rodrigo Bazán – bajo (1987-1989) - Álvaro Henríquez – guitarra (1988) - Mauricio Melo – bajo (1989, 2001–2002) - Francisco "Pollo" Muñoz – guitarra (1989, 2001–2002) - José Burdiles – batería, percusión (2001–2002) - Felipe Donoso – teclados (2001–2002) - Marcelo Filippi – batería, percusión (2002–2005, 2005–2015?) - Sergio González – bajo (2002–2015?) - Christian Rebolledo – guitarra (2002–2015?) |

## Discografía
Álbumes de estudio
- Abajo en la costanera (1987, EMI)

Singles
- «No me puedo acostumbrar / Cajitas rectangulares» 7" (1987, EMI)
- «Un nuevo baile» 7" (1987, EMI)
- «No me puedo acostumbrar» 7" (1987, EMI)

## Videografía
Videoclips
- «Un nuevo baile» (1987)